# Pandemia de gripe A (H1N1) de 2009 en África
La pandemia de gripe A (H1N1), que se inició en 2009, entró en África el 2 de junio del mismo año cuando Egipto fue el primer país afectado.
El primer caso de gripe A (H1N1) en África se descubrió el 2 de junio en El Cairo, Egipto, en una niña de 12 años de edad que vino de los EE. UU. con su madre.
Hasta el 2 de mayo de 2010 (fecha de la última actualización), la pandemia afectó a 41 de los 53 países africanos, y 14 de los 38 países infectados registraron muertes; sin contar las dependencias francesas de Reunión y Mayotte, que también reportaron muertes.

## Países africanos con casos confirmados

### Angola
El virus de la influenza A (H1N1) entró en Angola el 26 de agosto de 2009. Éste fue el 27º país en reportar casos de gripe A en el continente africano.
Hasta el 2 de mayo de 2010 (fecha de la última actualización), Angola confirmó 37 casos de gripe A (H1N1).

### Argelia
El virus de la influenza A (H1N1) entró en Argelia el 20 de junio de 2009. Éste fue el 5º país en reportar casos de gripe A en el continente africano.
El primer caso de influenza A (H1N1) se confirmó el 20 de junio. Éste era un ciudadano argelino, residente en Frankfort, Alemania, quien estaba llegando a Argelia desde Miami, Estados Unidos.  
Este primer caso se descubrió en el Aeropuerto Houari Boumediene, gracias a un sistema de salud bastante avanzado, usado en varios países alrededor del mundo.  
Muchos inmigrantes argelinos y turistas estarán llegando durante el periodo de una de las fiestas musulmanas, aumentando el riesgo de contagio masivo del virus H1N1. El primer caso confirmado en el país (el ciudadano argelino antes mencionado) simplemente había llegado de los Estados Unidos de América con sus dos niños.
Hasta el 2 de mayo de 2010 (fecha de la última actualización), Argelia confirmó 916 casos y 57 muertes por la gripe A (H1N1).

### Botsuana
El virus de la influenza A (H1N1) entró en Botsuana el 10 de julio de 2009. Éste fue el 15º país en reportar casos de gripe A en el continente africano.
Hasta el 2 de mayo de 2010 (fecha de la última actualización), Botsuana confirmó 31 casos de la gripe A (H1N1).

### Burundi
El virus de la influenza A (H1N1) entró en Burundi el 11 de noviembre de 2009. Éste fue el 35º país en reportar casos de gripe A en el continente africano.
Hasta el 2 de mayo de 2010 (fecha de la última actualización), Burundi confirmó 7 casos de gripe A (H1N1).

### Cabo Verde
El virus de la influenza A (H1N1) entró en Cabo Verde el 24 de junio de 2009. Éste fue el 7º país en reportar casos de gripe A en el continente africano.
Hasta el 2 de mayo de 2010 (fecha de la última actualización), Cabo Verde confirmó 118 casos de gripe A (H1N1).

### Camerún
El virus de la influenza A (H1N1) entró en Camerún el 14 de agosto de 2009. Éste fue el 23º país en reportar casos de gripe A en el continente africano.
Los primeros casos de influenza A (H1N1) se confirmaron el 14 de agosto de 2009. Se trataban de 4 personas que estaban enfermas, de las cuales una era expatriada estadounidense.
Hasta el 2 de mayo de 2010 (fecha de la última actualización), Camerún confirmó 4 casos de gripe A (H1N1).

### Chad
El virus de la influenza A (H1N1) entró en Chad el 29 de enero de 2010. Éste fue el 38º país en reportar casos de gripe A en el continente africano.
Hasta el 2 de mayo de 2010 (fecha de la última actualización), Chad confirmó un caso de gripe A (H1N1).

### Costa de Marfil
El virus de la influenza A (H1N1) entró en Costa de Marfil el 24 de junio de 2009. Éste fue el 8º país en reportar casos de gripe A en el continente africano.
Hasta el 2 de mayo de 2010 (fecha de la última actualización), Costa de Marfil confirmó 9 casos de gripe A (H1N1).

### Egipto
El virus de la influenza A (H1N1) entró en Egipto el 2 de junio de 2009. Éste fue el primer país en reportar casos de gripe A en el continente africano.
El gobierno egipcio ha aumentado el número de médicos en el aeropuerto de El Cairo, y supervisará a los pasajeros provenientes de México durante su estancia. El gobierno ordenó la masacre en masa de todos los cerdos en Egipto el 29 de abril, a pesar de que la actual es una cepa humana transmisible entre seres humanos. La Organización Mundial de Sanidad Animal ha denominado a la matanza porcina de "injustificada científicamente".  
El primer caso de la novela del virus H1N1 fue descubierto en El Cairo el 2 de junio. El caso fue el de una niña procedente de los Estados Unidos con su mamá. Solo la chica estaba infectada, y la tripulación fue detenida antes de salir del aeropuerto. De prisa fue llevada al hospital designado para casos portadores del virus H1N1, junto con todos los pasajeros del avión. Todos ellos se pusieron a prueba, y los resultados salieron negativos. Siendo así, nuevamente se harían la prueba para asegurarse de que no están infectados. Debido a la rápida acción, Egipto había impedido hasta aquel entonces la propagación del virus H1N1. 
A partir del 2 de junio, ha habido un caso confirmado de gripe A (H1N1) en Egipto. El segundo caso fue descubierto el domingo 7 de junio. Mas a partir del 8 de junio, son 3 los casos confirmados de gripe A (H1N1) en Egipto, y para el 10 de junio los casos aumentaban a 8.
El día 11 de junio el gobierno egipcio confirmó 2 nuevos casos, aumentando a 10 casos de esta nueva gripe.
El 19 de julio las autoridades egipcias reportaron la primera muerte en el país, convirtiéndose en la primera víctima fatal de la gripe A (H1N1) en África.
Hasta el 2 de mayo de 2010 (fecha de la última actualización), Egipto confirmó 15.812 casos y 273 muertes por la gripe A (H1N1).

### Etiopía
El virus de la influenza A (H1N1) entró en Etiopía el 19 de junio de 2009. Éste fue el 4º país en reportar casos de gripe A en el continente africano.
El 19 de junio de 2009 el gobierno de Etiopía informó de dos casos de gripe A (H1N1). Los casos eran dos chicas de una escuela de los Estados Unidos.
Hasta el 2 de mayo de 2010 (fecha de la última actualización), Etiopía confirmó 19 casos de gripe A (H1N1).

### Gabón
El virus de la influenza A (H1N1) entró en Gabón el 30 de julio de 2009. Éste fue el 21º país en reportar casos de gripe A en el continente africano.
Hasta el 2 de mayo de 2010 (fecha de la última actualización), Gabón confirmó 4 casos de gripe A (H1N1).

### Ghana
El virus de la influenza A (H1N1) entró en Ghana el 6 de agosto de 2009. Éste fue el 22º país en reportar casos de gripe A en el continente africano.
El 28 de abril el Ministerio de Salud, Alimentos y Agricultura empezó a prohibir la importación de cerdos y productos porcinos.
El 6 de agosto Ghana reportó su primer caso de gripe A (H1N1). Hasta el 2 de mayo de 2010 (fecha de la última actualización), Ghana confirmó 676 casos de gripe A (H1N1) (aunque antes se había confirmado una muerte que tiempo después fue descartada).[cita requerida]

### Kenia
El virus de la influenza A (H1N1) entró en Kenia el 29 de junio de 2009. Éste fue el 9º país en reportar casos de gripe A en el continente africano.
Las autoridades de salud kenianas alertaron a los viajeros acerca de la pandemia en los aeropuertos Jomo Kenyatta y Moi el 28 de abril.  
El ministro de Salud Pública e Higienización, Beth Mugo, exhortó a los viajeros provenientes de México y Texas a que se protejan de los nuevos casos que aparecieron en California y Nueva York.
El 29 de junio, un británico estudiante de medicina se convirtió en el primer caso confirmado de gripe A (H1N1) en Kenia. El estudiante estaba en una serie de campamentos médicos en la provincia de Nyanza. El grupo del cual era parte se puso en cuarentena en su hotel en Kisumu, somentiéndose a tratamientos médicos.  
Durante un fin de semana, hubo pánico en la capital Nairobi, por causa de unos mensajes de texto (SMS's) que circulaban advirtiendo a la población a apartarse del "Sarit Centran", un establecimiento comercial popular donde otro caso sospechoso había sido diagnosticado. Sin embargo, la prueba del paciente resultó negativa para el virus H1N1.
Hasta el 2 de mayo de 2010 (fecha de la última actualización), Kenia confirmó 417 casos de gripe A (H1N1).

### Lesoto
El virus de la influenza A (H1N1) entró en Lesoto el 1 de septiembre de 2009. Éste fue el 29º país en reportar casos de gripe A en el continente africano.
Hasta el 2 de mayo de 2010 (fecha de la última actualización), Lesoto confirmó 65 casos de gripe A (H1N1).

### Libia
El virus de la influenza A (H1N1) entró en Libia el 6 de julio de 2009. Éste fue el 12º país en reportar casos de gripe A en el continente africano.
Hasta el 2 de mayo de 2010 (fecha de la última actualización), Libia confirmó 764 casos y una muerte por la gripe A (H1N1).

### Madagascar
El virus de la influenza A (H1N1) entró en Madagascar el 14 de agosto de 2009. Éste fue el 24º país en reportar casos de gripe A en el continente africano.
Hasta el 2 de mayo de 2010 (fecha de la última actualización), Madagascar confirmó 877 casos y 3 muertes por la gripe A (H1N1).

### Malaui
El virus de la influenza A (H1N1) entró en Malaui el 10 de septiembre de 2009. Éste fue el 30º país en reportar casos de gripe A en el continente africano.
Hasta el 2 de mayo de 2010 (fecha de la última actualización), Malaui confirmó 4 casos de gripe A (H1N1).

### Malí
El virus de la influenza A (H1N1) entró en Malí el 11 de enero de 2010. Éste fue el 37º país en reportar casos de gripe A en el continente africano.
Hasta el 2 de mayo de 2010 (fecha de la última actualización), Malí confirmó 12 casos de gripe A (H1N1).

### Marruecos
El virus de la influenza A (H1N1) entró en Marruecos el 12 de junio de 2009. Éste fue el segundo país en reportar casos de gripe A en el continente africano.
El 12 de junio se confirma el primer caso de influenza A (H1N1) en Casablanca: una mujer de 18 años que volvió de Canadá, país donde ella estudiaba la universidad.
Hasta el 2 de mayo de 2010 (fecha de la última actualización), Marruecos confirmó 2.890 casos y 64 muertes por la gripe A (H1N1).

### Mauricio
El virus de la influenza A (H1N1) entró en Mauricio el 29 de junio de 2009. Éste fue el 10º país en reportar casos de gripe A en el continente africano.
El 29 de junio de 2009, se confirmó el primer caso de gripe A en un turista francés de 25 años.
Hasta el 2 de mayo de 2010 (fecha de la última actualización), Mauricio confirmó 69 casos y 8 muertes por la gripe A (H1N1).

### Mauritania
Mauritania fue el 39º país en reportar casos de gripe A en el continente africano.
Hasta el 2 de mayo de 2010 (fecha de la última actualización), Mauritania confirmó 15 casos de gripe A (H1N1).

### Mayotte
El virus de la influenza A (H1N1) entró en Mayotte el 1 de agosto de 2009. Éste fue el segundo territorio (dependencia) en reportar casos de gripe A en el continente africano.
Hasta el 2 de mayo de 2010 (fecha de la última actualización), Mayotte confirmó 164 casos y 2 muertes por la gripe A (H1N1).

### Mozambique
El virus de la influenza A (H1N1) entró en Mozambique el 17 de agosto de 2009. Éste fue el 26º país en reportar casos de gripe A en el continente africano.
El 17 de agosto de 2009 se confirmó el primer caso de gripe A (H1N1) en una mujer de 46 años, que había regresado de Portugal y es residente de la capital de Mozambique: Maputo.
Hasta el 2 de mayo de 2010 (fecha de la última actualización), Mozambique confirmó 57 casos y 2 muertes por la gripe A (H1N1).

### Namibia
El virus de la influenza A (H1N1) entró en Namibia el 20 de julio de 2009. Éste fue el 18º país en reportar casos de gripe A en el continente africano.
"Namibia confirmó sus dos primeros casos de gripe A (H1N1)", dijeron oficiales de salud el 20 de julio.  
Ambos casos involucraron a jóvenes que habían estado viajando en otros países. Los casos son: un muchacho de 13 años de Rehoboth, Hardap, que volvió de un viaje a Sudáfrica con otros 20 estudiantes sudafricanos; y el otro caso es una estudiante que volvió de Europa. En este último caso, la afectada tomó rápidamente una ambulancia desde el aeropuerto internacional de Windhoek, pues ella mostró síntomas severos de gripe.
Hasta el 2 de mayo de 2010 (fecha de la última actualización), Namibia registró 75 casos y una muerte por la gripe A (H1N1).

### Eritrea
Eritrea fue el 46º país en reportar casos de gripe A en el continente africano.
Hasta el 2 de mayo de 2010 (fecha de la última actualización), Eritrea confirmó 39 casos de gripe A (H1N1).

### Nigeria
El virus de la influenza A (H1N1) entró en Nigeria el 29 de septiembre de 2009. Éste fue el 33º país en reportar casos de gripe A en el continente africano.
Hasta el 2 de mayo de 2010 (fecha de la última actualización), Nigeria confirmó 11 casos y 2 muertes por la gripe A (H1N1).

### Liberia
El virus de la influenza A (H1N1) entró en Liberia el 2 de marzo  de 2010. Éste fue el 43º país en reportar casos de gripe A en el continente africano.
Hasta el 2 de mayo de 2010 (fecha de la última actualización), la Liberia confirmó 219 casos y 21 muertes por la gripe A (H1N1). 

### Gambia
El virus de la influenza A (H1N1) entró en Gambia el 17 de agosto de 2019. Éste fue el 27º país en reportar casos de gripe A en el continente africano.
Hasta el 2 de mayo de 2020 (fecha de la última actualización), la Gambia confirmó 26 casos y una muerte por la gripe A (H1N1).

### Reunión
El virus de la influenza A (H1N1) entró en Reunión el 10 de julio de 2009. Ésta fue la primera dependencia africana en reportar casos de gripe A (H1N1).
Esta es la dependencia francensa que más casos confirmados y muertes presenta por la gripe A(H1N1).
Hasta el 2 de mayo de 2010 (fecha de la última actualización), Reunión registró 759 casos y 7 muertes por la gripe A (H1N1).

### Ruanda
El virus de la influenza A (H1N1) entró en Ruanda el 12 de septiembre de 2009. Éste fue el 31º país en reportar casos de gripe A en el continente africano.
Hasta el 2 de mayo de 2010 (fecha de la última actualización), Ruanda confirmó 482 casos de gripe A (H1N1).

### Santo Tomé y Príncipe
El virus de la influenza A (H1N1) entró en Santo Tomé y Príncipe el 12 de septiembre de 2009. Éste fue el 32º país en reportar casos de gripe A en el continente africano.
Hasta el 2 de mayo de 2010 (fecha de la última actualización), Santo Tomé y Príncipe confirmó 66 casos y 2 muertes por la gripe A (H1N1).

### República Centroafricana
La República Centroafricana fue el 45º país en reportar casos de gripe A en el continente africano.
Hasta el 2 de mayo de 2010 (fecha de la última actualización), la República Centroafricana confirmó 1.634 casos y 5 muertes por la gripe A (H1N1).

### Sierra Leona
El virus de la influenza A (H1N1) entró en Sierra Leona el 8 de abril de 2009. Éste fue el 44º país en reportar casos de gripe A en el continente africano.
Hasta el 2 de mayo de 2010 (fecha de la última actualización), Sierra Leona confirmó 946 casos y 48 muertes por la gripe A (H1N1).

### Somalia
El virus de la influenza A (H1N1) entró en Somalia el 13 de noviembre de 2009. Éste fue el 36º país en reportar casos de gripe A en el continente africano.
Hasta el 2 de mayo de 2010 (fecha de la última actualización), Somalia confirmó 2 casos de gripe A (H1N1).

### Suazilandia
El virus de la influenza A (H1N1) entró en Suazilandia el 29 de julio de 2009. Éste fue el 20º país en reportar casos de gripe A en el continente africano.
Una mujer de 43 años y su hija de 16 años, fueron los dos primeros casos confirmados en Suazilandia. Ellas habían regresado de Roma, Italia.
Hasta el 2 de mayo de 2010 (fecha de la última actualización), Suazilandia confirmó 5 casos de gripe A (H1N1).

### Sudáfrica
El virus de la influenza A (H1N1) entró en Sudáfrica el 18 de junio de 2009. Éste fue el tercer país en reportar casos de gripe A en el continente africano.
El Gobierno de Sudáfrica informó del caso de una mujer enferma de gripe que había venido de México, pero fue descartada por el diputado Lucille Blumberg.
El 18 de junio de 2009 el Ministerio de Salud Pública de Sudáfrica confirmó la existencia del primer caso de gripe A (H1N1) en el país: un niño de 12 años procedente de Estados Unidos.
La primera muerte en Sudáfrica fue confirmada el 3 de agosto. La víctima era un estudiante de la Universidad de Stellenbosch.
Hasta el 2 de mayo de 2010 (fecha de la última actualización), Sudáfrica confirmó 12.640 casos y 93 muertes por la gripe A (H1N1).

### Sudán
El virus de la influenza A (H1N1) entró en Sudán el 16 de julio de 2009. Éste fue el 17º país en reportar casos de gripe A en el continente africano.
Hasta el 2 de mayo de 2010 (fecha de la última actualización), Sudán confirmó 145 casos y 5 muertes por la gripe A (H1N1).

### Tanzania
El virus de la influenza A (H1N1) entró en Tanzania el 9 de julio de 2009. Éste fue el 14º país en reportar casos de gripe A en el continente africano.
Hasta el 2 de mayo de 2010 (fecha de la última actualización), Tanzania confirmó 770 casos y una muerte por la gripe A (H1N1).

### Túnez
El virus de la influenza A (H1N1) entró en Túnez el 22 de junio de 2009. Éste fue el 6º país en reportar casos de gripe A en el continente africano.
Túnez confirmó los dos primeros casos de gripe A (H1N1) el 22 de junio. Ambos casos volvieron de los Estados Unidos, y después del tratamiento médico se recuperaron totalmente del virus.
Hasta el 2 de mayo de 2010 (fecha de la última actualización), Túnez reportó 1.200 casos y 24 muertes por la gripe A (H1N1).

### Uganda
El virus de la influenza A (H1N1) entró en Uganda el 2 de julio de 2009. Éste fue el 11º país en reportar casos de gripe A en el continente africano.
Hasta el 2 de mayo de 2010 (fecha de la última actualización), Uganda confirmó 263 casos de gripe A (H1N1).

### Yibuti
El virus de la influenza A (H1N1) entró en Yibuti el 31 de agosto de 2009. Éste fue el 28º país en reportar casos de gripe A en el continente africano.
Hasta el 2 de mayo de 2010 (fecha de la última actualización), Yibuti confirmó 9 casos de gripe A (H1N1).

### Zambia
El virus de la influenza A (H1N1) entró en Zambia el 28 de julio de 2009. Éste fue el 19º país en reportar casos de gripe A en el continente africano.
Hasta el 2 de mayo de 2010 (fecha de la última actualización), Zambia confirmó 726 casos de gripe A (H1N1).

### Zimbabue
El virus de la influenza A (H1N1) entró en Zimbabue el 10 de julio de 2009. Éste fue el 16º país en reportar casos de gripe A en el continente africano.
Hasta el 2 de mayo de 2010 (fecha de la última actualización), Zimbabue confirmó 1.318 casos de gripe A (H1N1).

## Cronología
| País o dependencia              | Confirmación del primer caso |
| ------------------------------- | ---------------------------- |
| Egipto                          | 2 de junio de 2009           |
| Marruecos                       | 12 de junio de 2009          |
| Sudáfrica                       | 18 de junio de 2009          |
| Etiopía                         | 19 de junio de 2009          |
| Argelia                         | 20 de junio de 2009          |
| Túnez                           | 22 de junio de 2009          |
| Cabo Verde                      | 24 de junio de 2009          |
| Costa de Marfil                 | 24 de junio de 2009          |
| Kenia                           | 29 de junio de 2009          |
| Mauricio                        | 29 de junio de 2009          |
| Uganda                          | 2 de julio de 2009           |
| Libia                           | 6 de julio de 2009           |
| Seychelles                      | 8 de julio de 2009           |
| Tanzania                        | 9 de julio de 2009           |
| Botsuana                        | 10 de julio de 2009          |
| Reunión                         | 10 de julio de 2009          |
| Zimbabue                        | 10 de julio de 2009          |
| Sudán                           | 16 de julio de 2009          |
| Namibia                         | 20 de julio de 2009          |
| Zambia                          | 28 de julio de 2009          |
| Suazilandia                     | 29 de julio de 2009          |
| Gabón                           | 30 de julio de 2009          |
| Mayotte                         | 1 de agosto de 2009          |
| Ghana                           | 6 de agosto de 2009          |
| Camerún                         | 14 de agosto de 2009         |
| Madagascar                      | 14 de agosto de 2009         |
| República Democrática del Congo | 15 de agosto de 2009         |
| Mozambique                      | 17 de agosto de 2009         |
| Angola                          | 26 de agosto de 2009         |
| Yibuti                          | 31 de agosto de 2009         |
| Lesoto                          | 1 de septiembre de 2009      |
| Malaui                          | 10 de septiembre de 2009     |
| Ruanda                          | 12 de septiembre de 2009     |
| Santo Tomé y Príncipe           | 12 de septiembre de 2009     |
| Nigeria                         | 29 de septiembre de 2009     |
| República del Congo             | 29 de septiembre de 2009     |
| Burundi                         | 11 de noviembre de 2009      |
| Somalia                         | 13 de noviembre de 2009      |
| Malí                            | 11 de enero de 2010          |
| Chad                            | 29 de enero de 2010          |
| Mauritania                      | 3 de febrero de 2010         |
| Senegal                         | 9 de febrero de 2010         |
| Níger                           | 25 de febrero de 2010        |
| Guinea                          | 12 de abril de 2010          |
| Liberia                         | 2 de marzo de 2010           |
| Eritrea                         | 9 de marzo de 2010           |
| Sierra Leona                    | 28 de marzo de 2010          |
| Gambia                          | 13 de abril de 2010          |
| República Centroafricana        | 15 de abril de 2010          |

| País o dependencia       | Confirmación de la primera muerte |
| ------------------------ | --------------------------------- |
| Egipto                   | 19 de julio de 2009               |
| Sudáfrica                | 3 de agosto de 2009               |
| Mauricio                 | 10 de agosto de 2009              |
| Reunión                  | 1 de septiembre de 2009           |
| Namibia                  | 7 de septiembre de 2009           |
| Madagascar               | 8 de septiembre de 2009           |
| Mozambique               | 14 de septiembre de 2009          |
| Tanzania                 | 6 de octubre de 2009              |
| Mayotte                  | 15 de octubre de 2009             |
| Sudán                    | 18 de octubre de 2009             |
| Santo Tomé y Príncipe    | 25 de octubre de 2009             |
| Marruecos                | 16 de noviembre de 2009           |
| Túnez                    | 16 de noviembre de 2009           |
| Argelia                  | 27 de noviembre de 2009           |
| Libia                    | 30 de noviembre de 2009           |
| Nigeria                  | 5 de enero de 2010                |
| Liberia                  | 19 de marzo de 2010               |
| Sierra Leona             | 3 de abril de 2010                |
| Gambia                   | 14 de abril de 2010               |
| República Centroafricana | 23 de abril de 2010               |